# 蔵清水

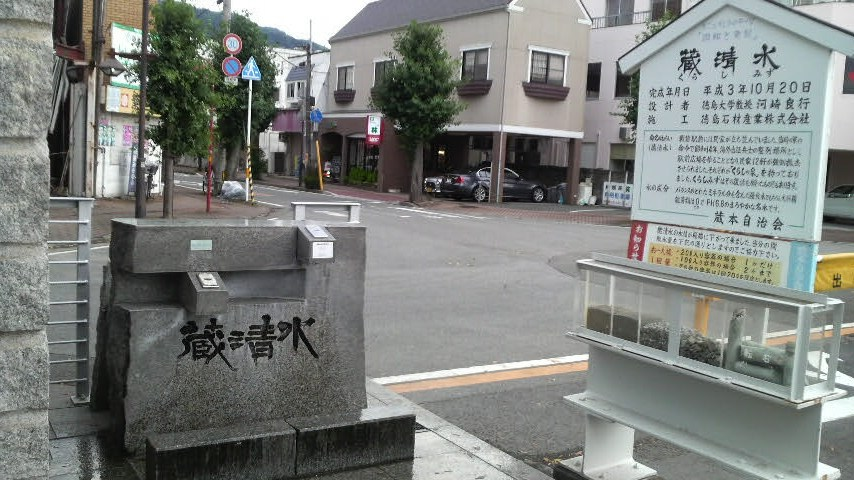
蔵清水

蔵清水（くらしみず）は、徳島県徳島市蔵本町のJR徳島線蔵本駅前広場にある湧水。とくしま水紀行50選2番、とくしま市民遺産選定。

## 概要
ミネラル分を含んでいる水は地下約30メートルから組み上げられている。1939年（昭和14年）に蔵本駅前広場に出征兵士が整列する場所を造るために軍の命令によりつくられた。「暮らしの水」として利用されていたことからこの名称となった。
蔵本自治会によって1991年（平成3年）にモニュメントや給水設備を設置した。

## 交通
- JR徳島線「蔵本駅」よりすぐ。
- 徳島市営バス「大学病院・中央病院前」下車より徒歩で約5分。